# Menhir

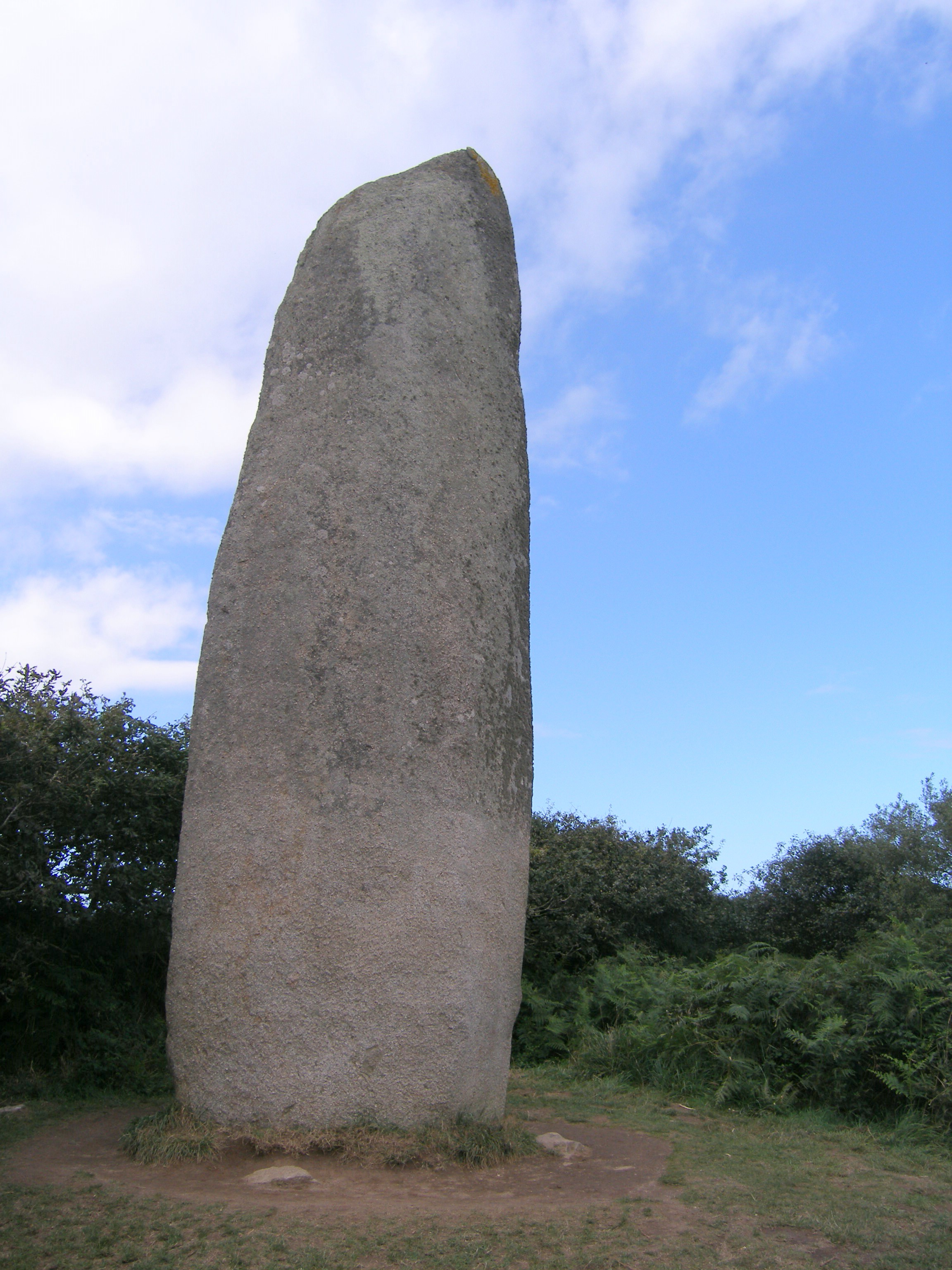
9,5-metrowy menhir z Bretanii

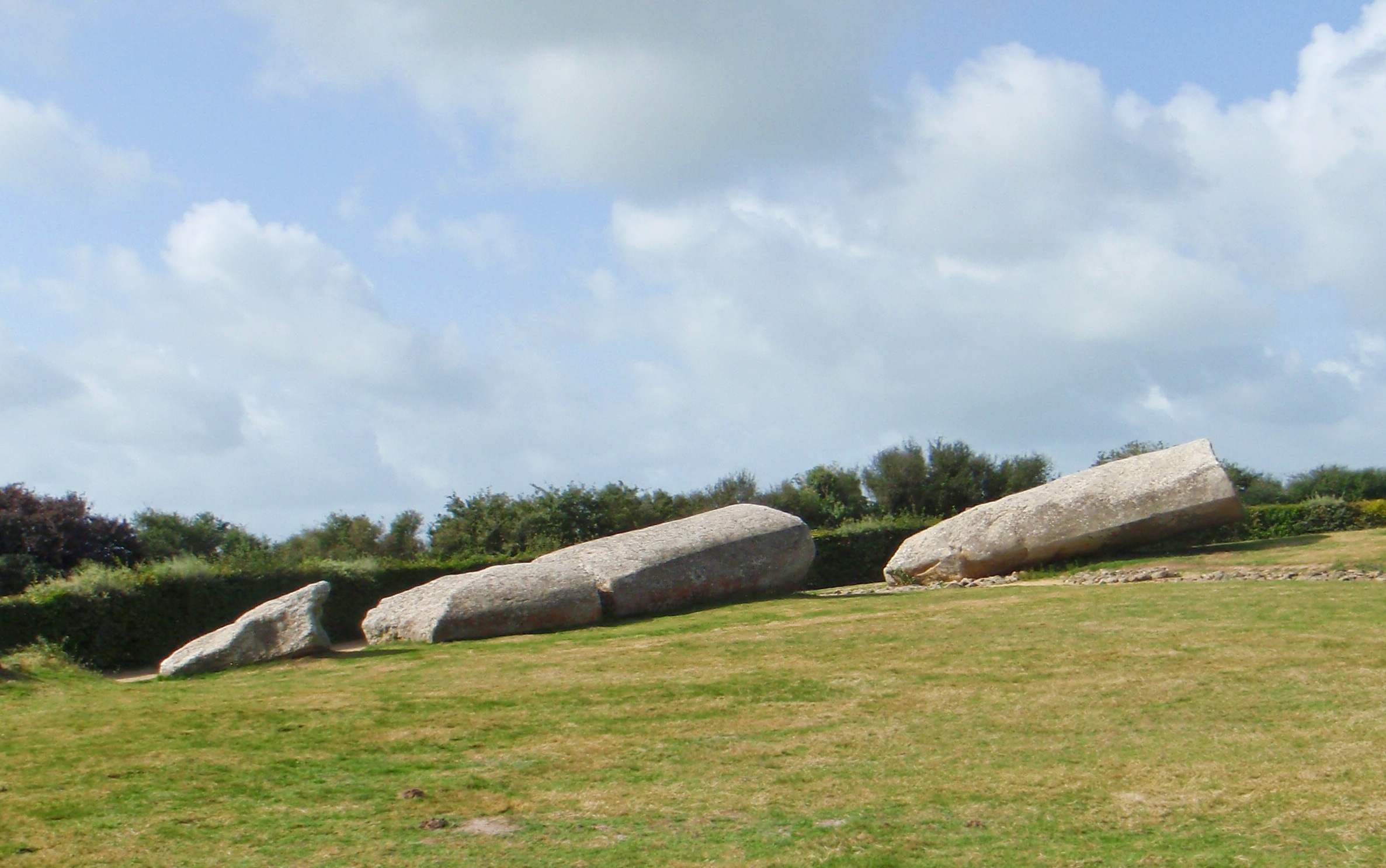
„Grand Menhir Brisé”

Menhir – w kulturze celtyckiej nieociosany lub częściowo obrobiony głaz (najczęściej zaostrzony od góry) ustawiony pionowo. Nazwa menhir wywodzona jest z bretońskich słów: maen – kamień i hir – wysoki.
Spotykany jest w Anglii, Irlandii, Bretanii, Skandynawii, Francji, na Półwyspie Iberyjskim, na Korsyce, ale znany jest także w Afryce, Azji i Ameryce, gdzie pełnił prawdopodobnie funkcje kultowe.
Menhiry miały rozmiary od 4 do 20 m wysokości oraz do 50 ton wagi. Występują pojedynczo, ustawione w szereg (tzw. alignment) lub w formie kręgów kamiennych (kromlechów). Największym menhirem jest najprawdopodobniej „Grand Menhir Brisé” z Locmariaquer w Bretanii, ustawiony około 4500 lat p.n.e. Miał niecałe 21 m długości i ważył około 280 ton – obecnie przewrócony i pokawałkowany.
Menhiry pochodzą głównie z neolitu (od IV tysiąclecia p.n.e.) i wczesnej epoki brązu.